# Бродецьке (Звенигородський район)
Броде́цьке — село в Україні Катеринопільська селищна територіальна громада, у Звенигородському районі (до 2020 року Катеринопільському районі) Черкаської області. Населення становить 519 осіб.

## Історія
05.02.1965 Указом Президії Верховної Ради Української РСР передано сільради: Бродецьку, Пальчиківську, Петраківську та Ямнільську Тальнівського району до складу Звенигородського району.

## Видатні люди
Уродженці села:
- Білоус Василь Іванович (1925—2013) — український лісознавець, селекціонер, письменник. Доктор сільськогосподарських наук, професор, Заслужений діяч науки і техніки України.
- Лебединець Олександр Віталійович (1986—2022) — солдат Збройних Сил України, учасник російсько-української війни.